# アスカリ・KZ1
アスカリ・KZ1は、イギリスの自動車メーカーアスカリ・カーズが製造・販売していたスーパーカーである。

## 歴史
2001年、アスカリがイギリスのバンベリーに新工場を立ち上げるのと同時に開発をスタート。2003年にエコッセに続く2番目の市販車として発表した。1台につき340時間以上かけて手作業で組み立てられるため、50台限定での販売であった。価格は23万5,000UKポンド（日本円で約4230万円）。
エンジンはBMW・M5（E39型）用の4.9L V型8気筒 DOHC 32バルブエンジンをミッドシップに搭載する。ノーマル状態からさらにチューニングを受け、最高出力500PS/7,000rpm、最大トルク500Nm/4,500rpmを発生。オイルの潤滑にはドライサンプ方式を採用している。
組み合わせられるトランスミッションは6速MT。ボディはカーボンファイバー製モノコック構造をとる。
また、購入者にはアスカリの関連会社がスペインロンダで運営する「アスカリ・レース・リゾート」のサーキットでKZ1をドライブできるという特典が付いている。

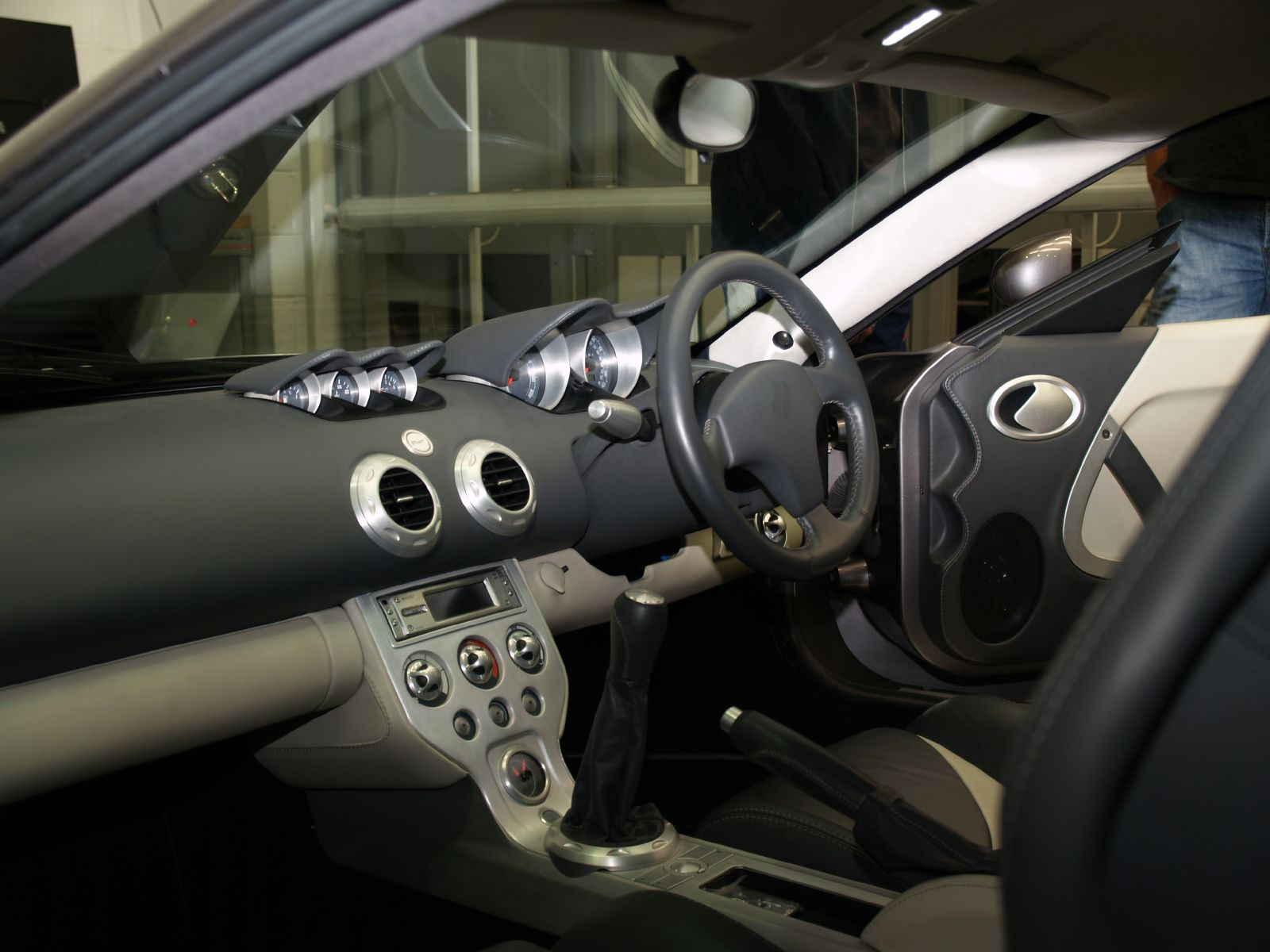
インテリア
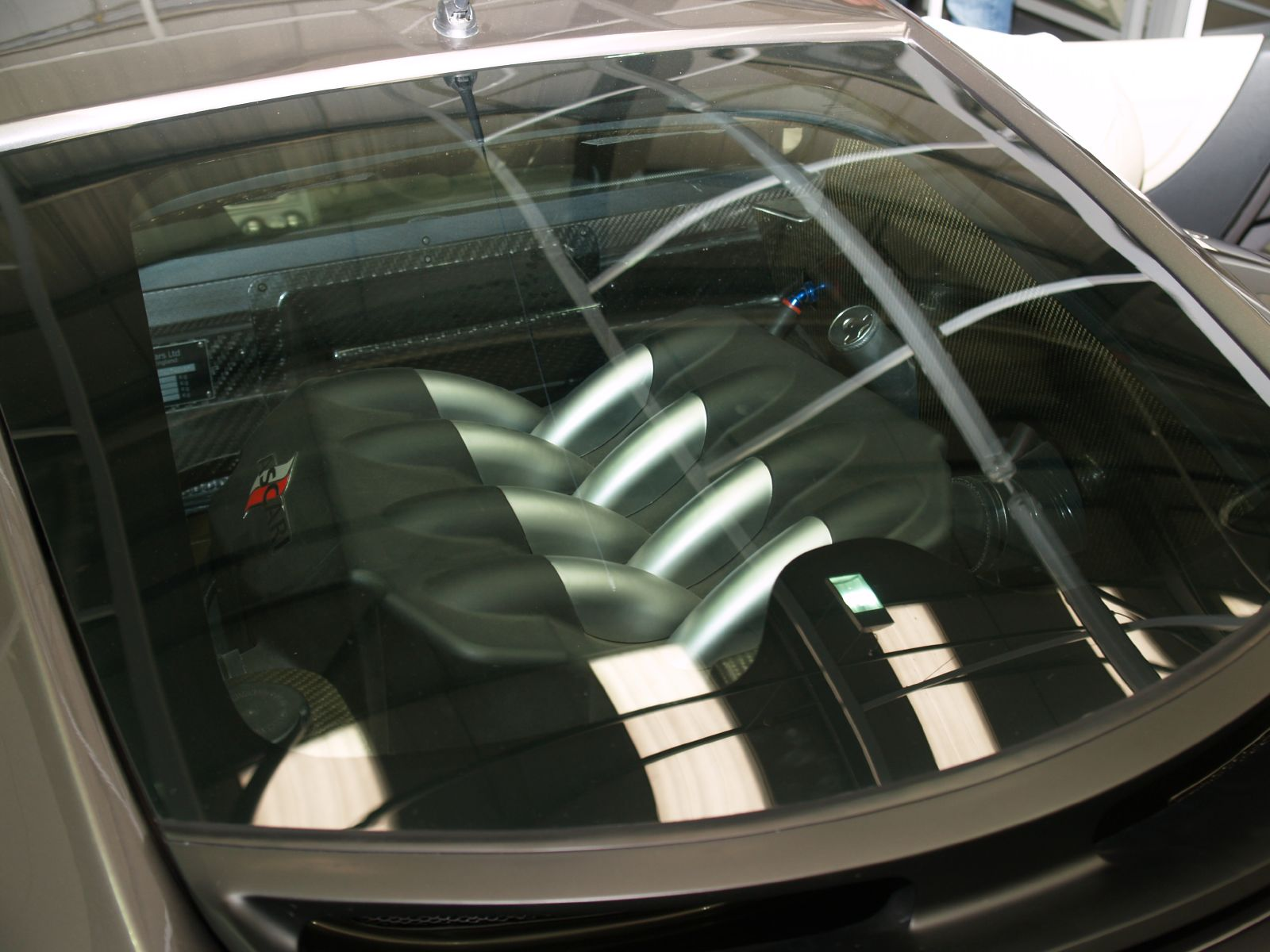
BMW製V8エンジン

## レース活動

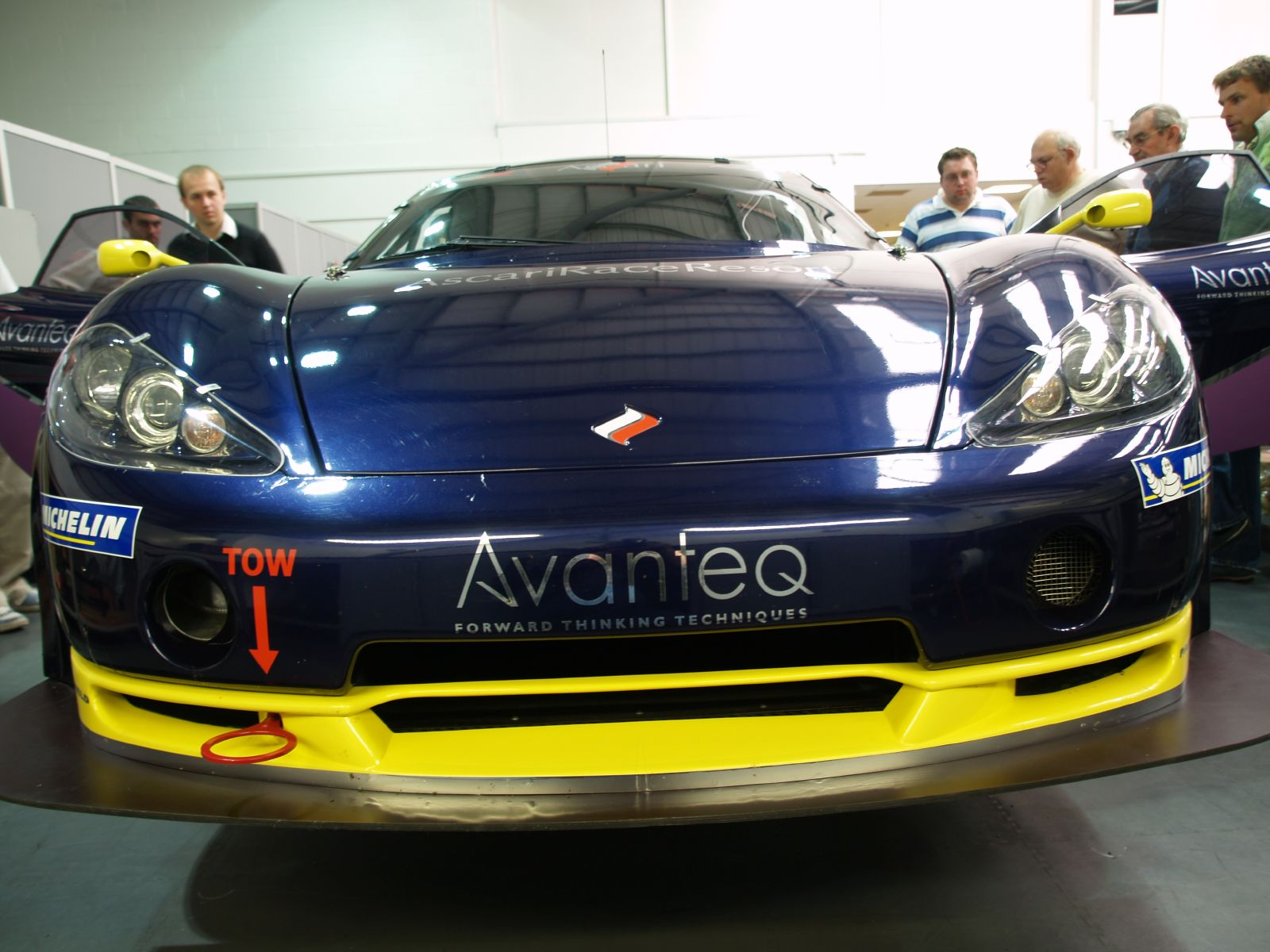
KZ1R

2002年、「チーム・アスカリ」としてル・マン24時間レースにジャッド製 4.0L V型10気筒エンジンを搭載した「KZ1R」でワークス参戦したが、リタイヤに終わった。
2003年は「KZ1R」でFIAスポーツカー選手権にワークス参戦。
2006年からはイギリスのレーシングチーム「ダマックス」と「ベルランガ」が「KZ1R」でFIA GT選手権のサポートレースであるFIA GT3 ヨーロッパ選手権に出場している。